# أرتيوم ماكسيمينكو
أرتيوم ماكسيمينكو (الروسية: Максименко, Артём Сергеевич) هو لاعب كرة قدم روسي في مركز الوسط، ولد في 27 مايو 1998 في تولياتي في روسيا. لعب مع أرسنال تولا وأورال يكاترينبورغ.

## وصلات خارجية
- أرتيوم ماكسيمينكو على موقع قاعدة بيانات كرة القدم.إي يو (الإنجليزية)
- أرتيوم ماكسيمينكو على موقع Soccerway.com (الإنجليزية)
- أرتيوم ماكسيمينكو على موقع عالم كرة القدم.نت (الإنجليزية)